# Reserva natural nacional del río Qixing
La Reserva natural nacional del río Qixing es un área protegida en la provincia de Heilongjiang, en el nordeste de China desde el año 2000. Es también sitio Ramsar (número 1977, 46°44′N 132°13′E) desde el 2011. Tiene una extensión de 200 km2 y es representativa del humedal interior del nordeste de Asia. Fue creada el 9 de enero de 2011.

## Características
La extensión de los humedales es una de las más importantes en la llanura de Sanjiang, en el nordeste de China, que cubre 23 condados y abarca el río Amur. En la reserva, a 45 m de altura, el río Qixing es la principal corriente de agua y recorre 56 km dentro de esta área, e incluye más de 20 pantanos y lagunas. La zona tiene clima sub-húmedo templado continental monzónico. La temperatura media anual es de 2,3-2,4oC y las precipitaciones anuales medias son de 551,5 mm. La temperatura máxima es de 37,2oC y la más baja de 37,2oC bajo cero. El 85 por ciento de las precipitaciones se concentran entre abril y septiembre. Solo deja de helar 143 días al año.

## Fauna y flora
La Reserva natural nacional del río Qixing en Heliongjiang, sitio Ramsar, alberga 29 especies amenazadas, de las que 3 son mamíferos y 26 son aves como la grulla siberiana, la cigüeña oriental, la grulla de Manchuria, la serreta china y el porrón de Baer, así como el ciervo almizclero siberiano, el ciervo común. La diversidad de los humedales incluye 388 especies de plantas, 201 de aves (incluyendo 80 aves acuáticas), 35 de mamíferos, 10 de anfibios y reptiles y 18 de peces. La rica biodiversidad es una fuente de germoplasma para el desarrollo de la agricultura, la silvicultura y la acuicultura de la región. Se ha implementado un plan maestro para la gestión de la reserva natural.
En 2015 se implementó el Proyecto de investigación de los humedales del río Qixing, la biodiversidad de los humedales y el valor ecológico medioambiental. En la zona se han construido infraestructuras para el turismo y para proteger el medio.